# Источна капија Београда
Источна капија Београда је неслужбени назив за три солитера који се налазе на територији Општине Звездара, у Београду. Званични назив им је Рудо (по босанском градићу Рудо). Име „Рудо“ Источној капији Београда дао је београдски архитекта Драгољуб Мићовић, који је у време изградње ова три солитера вршио стручни надзор. Иначе, Драгољуб Мићовић је рођен 1929. године у Рудом и аутор је више књига о историјату родног краја.
Солитери се налазе у близини ауто-пута и својом величином и упадљивошћу представљају симболичку капију на уласку у Београд за путнике који долазе из правца истока. Аутори пројекта су архитекта Вера Ћирковић и инжењер Милутин Јеротијевић. Извођач радова било је предузеће „Рад“. Изградња је трајала од 1973. до 1976. године. Зграде су усељене 1976. године.
Популарно Рудо насеље обједињује 3 солитера, од по 85 метара висине, која имају по 28 спратова и међусобно су окренута један ка другоме и спаја их плато као и игралиште за децу. Сваки солитер има по 190 станова. У солитеру Рудо 1 живи око 450 станара, у солитеру Рудо 2 око 530 а у солитеру Рудо 3 око 400 што укупно чини око 1400 станара. Солитери су рађени на постољима у висини од 3 спрата а после се 6 серија од по 4 спрата терасасто сужавају до система за одржавање изнад 27 спрата. Делимична реконструкција фасаде зграда урађена је 2004. године, а унутрашњост зграда је у солидном стању са јаком влашћу кућног Савета. Следећа реконструкција је почела 2008. године.
Насупрот Источној капији, налази се Западна капија Београда.
У књизи Зорана Љ. Николића Масонски симболи у Београду, као један од тих симбола је наведена и Источна капија Београда, у којој три солитера чине пирамидалну структуру.

## Галерија
- Источна капија и димњак топлане Коњарник, саграђен такође 1976. године у бруталистичком стилу
- Поглед са једне од зграда
- Рудо
- Рудо
- Рудо
- Рудо
- Рудо
- Ентеријер
- Ентеријер